# 9336 Altenburg
9336 Altenburg è un asteroide della fascia principale. Scoperto nel 1991, presenta un'orbita caratterizzata da un semiasse maggiore pari a 2,2414498 UA e da un'eccentricità di 0,1012448, inclinata di 0,74575° rispetto all'eclittica.